# 西海市立西海小学校
西海市立西海小学校（さいかいしりつ さいかいしょうがっこう, Saikai City Saikai Elementary School）は長崎県西海市西海町太田和郷にある公立小学校。

## 概要
歴史
2016年（平成28年）に西海市西海地区の2校（西海南・西海西）が統合され開校した。
校章
西海の頭文字「S」を2つ重ねて図案化したものを背景にして、中央に「西海小」の文字（縦書き）を置いている。
校歌
作詞は谷口久美子、作曲は指方浩による。歌詞は2番まであり、最後に校名の「西海小学校」が登場する。
校区
住所表記で西海市西海町の後に「中浦（草住・北泊・屋良首・松山・垣内・野口・伊佐浦）、七釜（首田・鳥崎・上四釜・下四釜・七釜南・七釜木・小久保里・大久保里・白岳）、太田和（岳・港・西・南・北・東）、中浦（奥野（奥野地区の中浦北郷・中浦南郷）・中浦木場・石宗）」が続く地域。中学校区は西海市立西海中学校。

## 沿革
- 2016年（平成28年）
  - 3月31日 - 西海市立西海南小学校と西海市立西海西小学校が閉校。
  - 4月1日 - 西海市立西海南小学校と西海市立西海西小学校との統合により、「西海市立西海小学校」（現校名）が新設される。校地は旧・西海市立西海西小学校の校地・校舎を継承。
- 2017年（平成29年）
  - 3月 - 校舎の大規模改修工事を完了。
  - 8月 - 児童用パソコン等の入れ替え。
- 2019年（平成31年・令和元年）7月 - 普通教室エアコン設置工事を完了。
- 2020年（令和2年）2月 - 3階多目的室を仕切り、新教室を設置。

## 交通アクセス
最寄りのバス停
- さいかい交通（長崎自動車（長崎バス））「西海小学校前」「古子」バス停

最寄りの道路
- 長崎県道43号西彼太田和港線 - 「古子」交差点で国道202号と接続している。

## 周辺
- 太田和公民館
- はすの実保育園
- 太田和簡易郵便局